# Karabaghhäst
Karabaghhästen är en hästras från Azerbajdzjan. Det är en berghäst som är mycket säker på foten och är populär som ridhäst. Karabaghästarna används även inom traditionella sporter som chavgan, en slags hästpolo och surpamakh, som är basket till häst. Rasen har en nästan guldglänsande päls som är ett arv från Akhal-tekén. 

## Historia
Karabaghhästen härstammar från Karabaghbergen i Eurasien där föregångarna var vilda bergs- och stäpphästar. Hästuppfödare i området tog vara på dessa hästar någon gång under början av 1800-talet och de hade en viss talang för att korsa fram nya, bättre hästar och gjorde det till och med flera hundra mil bort i grannländer och andra områden. Därför hade dessa stammar även tillgång till en mängd olika hästraser. Karabaghen utvecklades från att vara en vild bergshäst till en ridhäst genom inflytande av Arabiskt fullblod, Akhal-teké, Turkmensk häst ch en rad olika ökenhästar som var nära besläktade med det arabiska fullblodet. En annan hästras utvecklades även på samma vis, en annan stäpphäst kallad Deliboz som är en variant av Karabaghhästen. 
År 2004 slogs hastighetsrekord av en Karabaghhäst då den sprang 1000 meter på 1 minut och 9 sekunder. 

## Egenskaper
Karabaghhästen har många likheter med både araben och akhal-tekén. Hästarna är oftast ganska ädla, lätta i kroppen och med hårda, starka ben. Karabaghhästarna kan ibland ha exteriöra fel på benen som inte skulle tillåtas på många andra raser, men som är vanligt på bergshästar. Karabaghhästen är väldigt säker på foten och snabb. Rasen ska även vara modig och lätt att handskas med. Pälsen har en gyllene, metallisk glans som är ett arv från Achaltekeerhästarna.